# Mary Tudor, Vương hậu Pháp
Mary Tudor (/ˈtjuːdər/; tiếng Pháp: Marie Tudor; tiếng Tây Ban Nha: María Tudor; sinh ngày 18 tháng 3 năm 1496 – mất ngày 25 tháng 6 năm 1533) là một vương nữ người Anh, từng có thời gian ngắn là Vương hậu nước Pháp. Bà là người con gái nhỏ còn sống sót của Vua Anh - Henry VII và Elizabeth xứ York, bà còn là người vợ thứ 3 của Vua Pháp - Louis XII người lớn hơn tới 30 tuổi. Sau khi ông qua đời, bà kết hôn với Charles Brandon, Công tước xứ Suffolk thứ nhất. Cuộc hôn nhân được thực hiện bí mật ở Pháp, lễ cưới diễn ra mà không hề có sự đồng ý của anh trai Mary là Vua Henry VIII. Điều này cần có sự can thiệp của Hồng y Thomas Wolsey. Henry cuối cùng cũng tha thứ cho cặp đôi sau khi họ phải trả một khoảng tiền phạt lớn.
Cuộc hôn nhân thứ hai của Mary cho ra đời bốn người con và bà là bà ngoại của Công nữ Jane Grey thông qua cô con gái là Frances. Trên thực tế Jane là Nữ vương nước Anh chỉ trong 9 ngày vào tháng 7 năm 1553.

## Tiểu sử

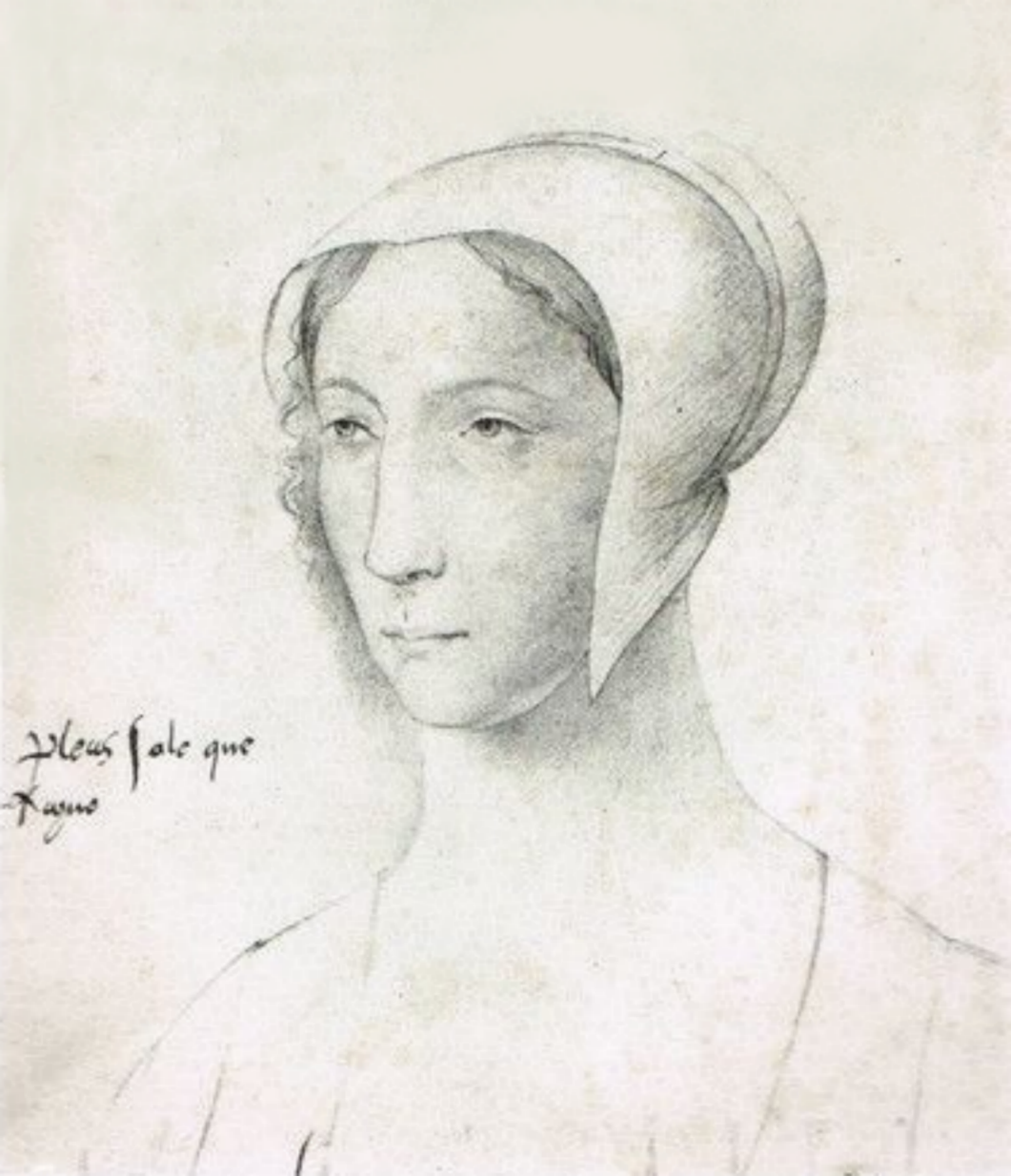
Mary Tudor năm 18 tuổi, tức vào khoảng năm 1514.

Công chúa Mary sinh ra ở Cung điện Richmond, London, người con nhỏ tuổi nhất trong số các con của Quốc vương Henry VIII và Vương hậu Elizabeth xứ York. Thông qua mẹ, bà là cháu ngoại của Vua Edward IV của Anh và Elizabeth Woodville. Từ nhỏ, bà được chăm sóc bởi nhũ mẫu là Anne Skeron, và đến khoảng năm 4 tuổi thì bà đến thăm hỏi vị nhũ mẫu này ở nhà riêng. Đến năm 6 tuổi, bà đã có hộ tùy tùng riêng, gồm các Thị tùng, thầy giáo và 1 ngự y. Bà được giáo dục rất căn bản khi ấy, học tiếng Pháp và tiếng Latinh, cùng các môn học nữ công như khiêu vũ, âm nhạc và may vá.
Từ khi còn nhỏ, Mary cùng anh trai là Vua Henry VIII tương lai đã rất thân thiết. Chính nhà vua đã đặt tên cho con gái đầu của ông, Nữ vương Mary, là để vinh danh bà. Cũng từ năm lên 6 tuổi, Vương hậu Elizabeth xứ York qua đời, và cũng trong thời gian ấy thì nhiều học giả đã phát hiện nhiều hồ sơ của những người bảo hộ Mary để chi trả tiền cho các thầy thuốc trong triều đình, điều này là điểm chứng tỏ để nhiều học giả nhận định Mary đã khá ốm yếu từ khi còn rất nhỏ.
Bên cạnh đó, Mary được nhận xét là một trong những công chúa xinh đẹp nhất Châu Âu khi ấy, đồng thời có tính cách vui vẻ và hòa đồng, tập tài liệu từ Venice mô tả Mary: "...trông xinh đẹp và được yêu mến, đôi mắt sáng ngời và chân mày khá nhạt. Cô trông có vẻ khá mỏng manh, nhưng lại càng khiến cô tao nhã với những cử chỉ tinh tế, và đó là khi cô chỉ mới 18 tuổi". Chồng tương lai của bà, Quốc vương Louis XII cũng công nhận điều này, khi nhận xét Mary như là "nàng tiên từ thiên đàng".
Với các hoạt động trong triều đại của Henry VII, Mary tham gia tích cực vào các vở nhạc kịch hoặc múa đoàn thể. Bà thích thú thưởng thức các ca nương múa hát, thậm chí còn tham gia cùng họ. Tính cách rực rỡ và hòa đồng này của Mary cũng được ghi nhận nhiều bởi các quan viên đương thời, ba không bao giờ tỏ ra ủ rũ. Khi gặp chồng mình là Vua Lousi XII, bà còn chủ động hôn để chào mừng cuộc gặp gỡ. Nhà học giả Erasmus đã nhận xét về rằng: ["Tạo hóa thậm chí không thể tạo ra vật nào xinh đẹp như vậy"].

## Các cuộc hôn nhân

### Vương hậu nước Pháp

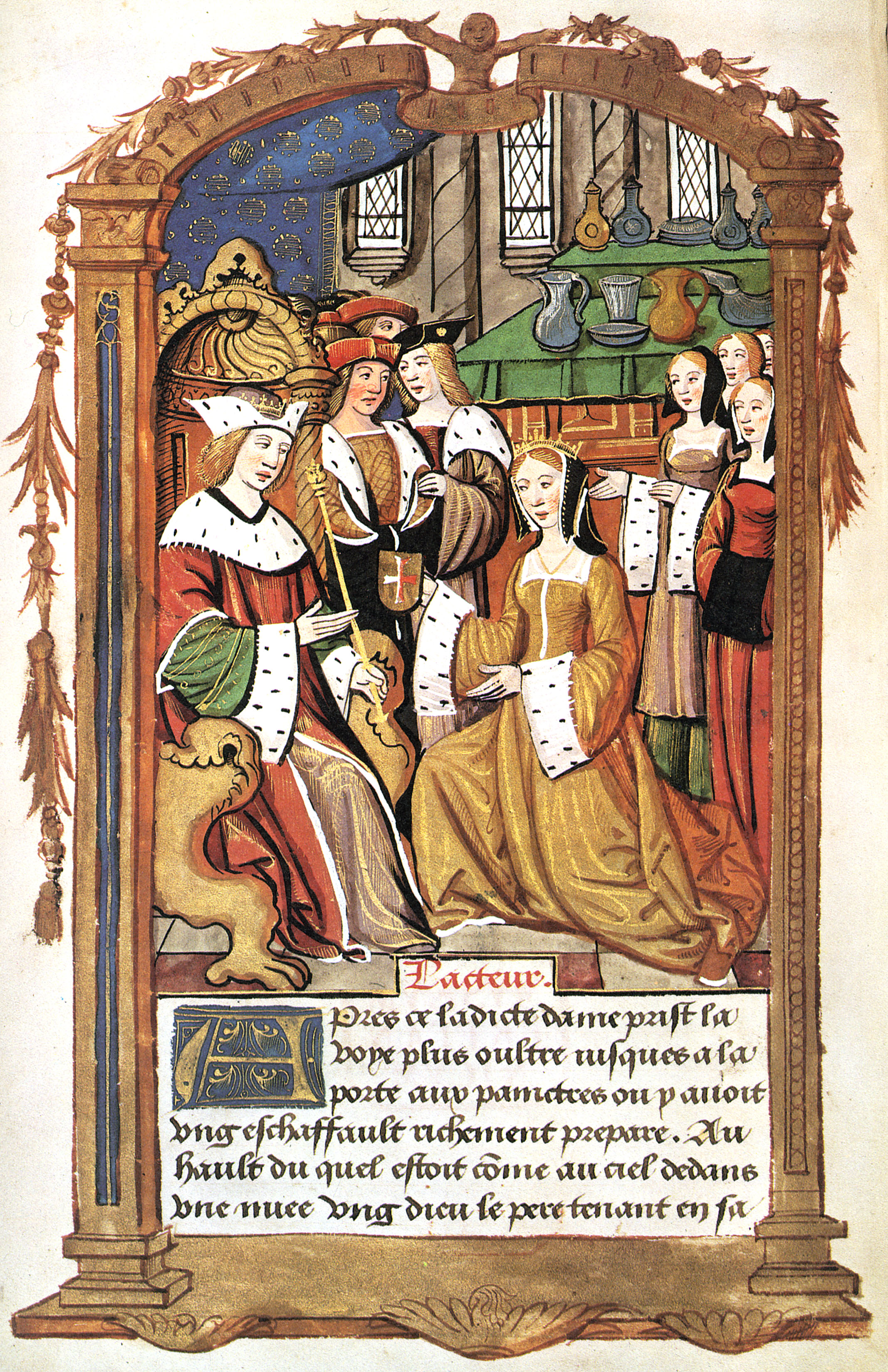
Mary và Vua Louis XII.

Khoảng năm 1506, Philipp I của Castilla đến Anh, công chúa Mary đã được gọi ra để tiếp đón vị Vua của Castilla bằng việc múa, chơi đàn lute và clavico, một cuộc hôn nhân dự tính đã để Mary cưới con trai của Philip là Charles của Áo, nhưng việc này bị đình chỉ vào năm 1513, sau khi Philip qua đời. Thay vào đó, Hồng y Thomas Wolsey tìm thấy cơ hội để giảng hòa với Pháp, nếu công chúa Mary thuận lợi trở thành vợ kế của Quốc vương Pháp.
Vào ngày 9 tháng 10 năm 1514, tại Abbeville, công chúa Mary mới 18 tuổi, được gả cho Vua Louis XII của Pháp, lúc này đã 52 tuổi. Trong số 4 vị Thị tùng đi theo Mary năm ấy, có Mary Boleyn và Anne Boleyn, và phó mẫu cũ của Mary là Lady Joan Vaux, Mother Guildford được giao trọng trách đứng đầu nhóm Thị tùng. Sau 2 tháng, vào ngày 1 tháng 1, năm 1515, Quốc vương Louis XII qua đời vì bệnh gout, dù có tin đồn ông đã quá lao lực khi quan hệ tình dục với Mary. Vì Lousi XII không có người thừa kế, vị Vua mới của Pháp là Quốc vương Francis từ nhánh bên của nhà Valois trực tiếp lên ngôi, dự định sắp xếp việc tái hôn cho vị Thái hậu trẻ.

### Công tước phu nhân xứ Suffolk
Từ trước khi thành Vương hậu Pháp, Mary đã rất thích Charles Brandon, khi ấy là quan viên cận thần của Henry VIII. Cảm giác được tình cảm này của em gái, nhà vua đã nói rằng nếu bà có thể sống lâu hơn Quốc vương Pháp, bà sẽ có thể tái hôn với bất kì ai. Và đó là lý do duy nhất mà Mary đồng ý cưới Vua Louis XII năm ấy. Và dù không nói ra, nhưng Vua Henry VIII thực sự muốn dù Vua Pháp đã qua đời, thì việc tái hôn của em gái cũng sẽ do ông làm chủ, do ông muốn có lợi qua các cuộc hôn nhân chính trị này, và Hội đồng của nhà Vua cũng không muốn thấy Charles Brandon có được quyền lực khi cưới một Vương nữ, nên cũng không đồng ý. Trong khi ở Pháp, Mary đang có tin sẽ cưới Antoine, Công tước xứ Lorraine hay Charles III, Công tước xứ Savoy.
Sự thảo luận Thái hậu Mary tái hôn với ai trở thành đề tài nóng khi ấy. Thậm chí Vua Francis I, vào lúc đó có lẽ mong vợ của mình là Claude qua đời, để có thể cầu hôn Mary. Thực tế điều này đã diễn ra khi chỉ ở tuần đầu tiên trong cuộc đời góa phụ của mình, vị Vua Pháp háo sắc đã có ý ve vãn bà. Mary chỉ thản nhiên tự tin mình sẽ có được cuộc hôn nhân như mình muốn, dù có 2 vị thầy tu Pháp cũng đã ngăn cản bà, nói rằng Charles Brandon "có hành vi qua lại với quỷ dữ". Vào cuối tháng 1 năm 1515, khi Vua Henry VIII phái Brandon đến Pháp để đón Mary về, nhà vua đã ép Brandon không được có ý tưởng nào về việc cầu hôn em gái mình. Khi vừa đến Pháp, Mary đã thuyết phục Brandon bỏ đi cam kết ấy với anh trai mình, và Brandon phải mủi lòng viết thư cho Henry VIII rằng "chưa từng thấy một người phụ nữ nào lại quỵ lụy như vậy". Ngày 3 tháng 3 năm ấy, cặp đôi bí mật kết hôn tại Hotel de Clugny, có sự hiện diện của chỉ 10 người, trong số ấy là Vua François I của Pháp.

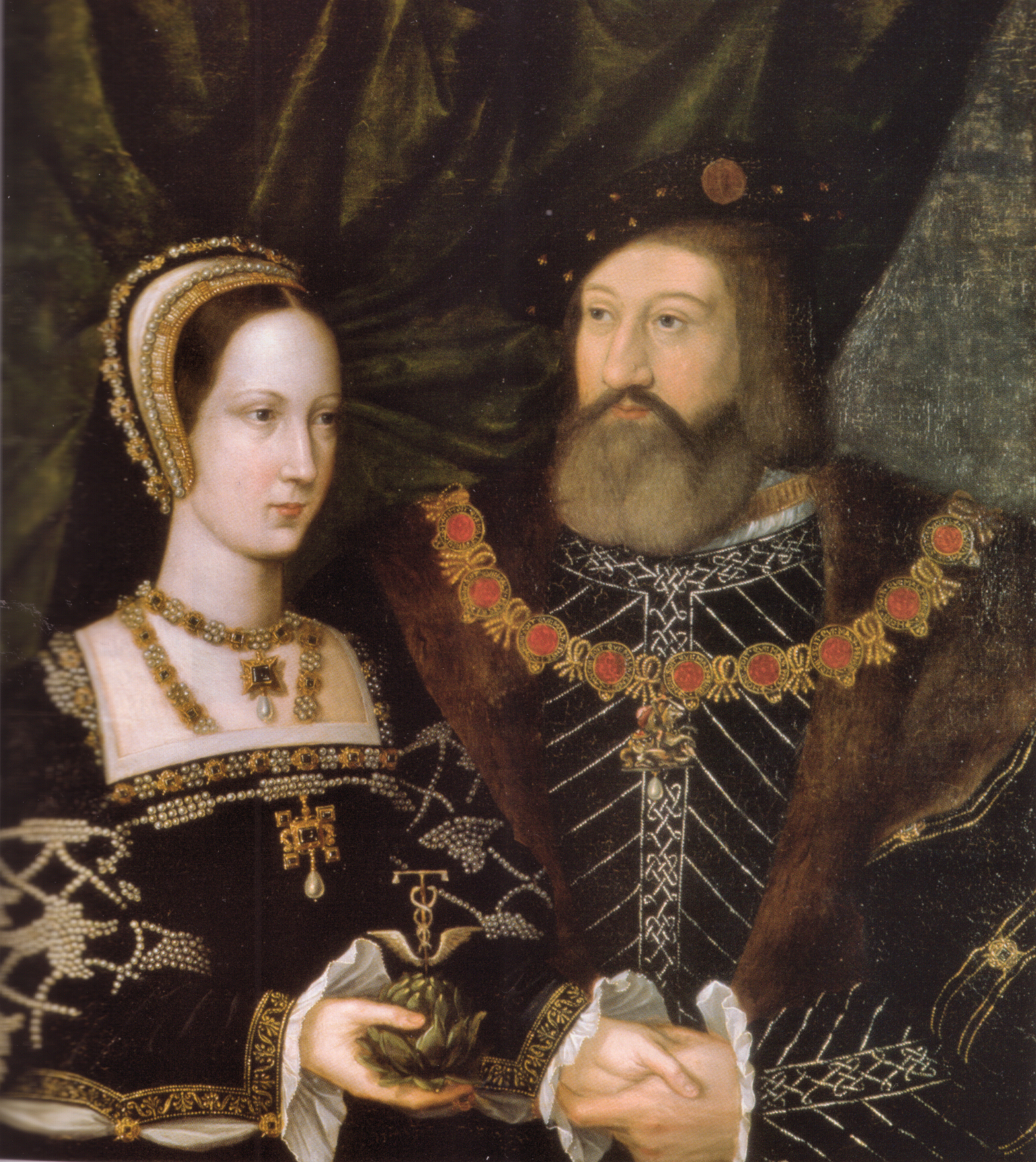
Di ảnh của Mary và Charles Brandon, Công tước Suffolk.

Việc làm này rất nghiêm trọng, nhất là với Charles Brandon, vì theo luật pháp của Anh, một quý tộc dám cưới một Vương nữ mà không có sự cho phép của Quốc vương Anh thì sẽ bị phán vào tội phản quốc. Henry VIII đã rất tức giận trước việc làm này của Brandon, còn Hội đồng Cơ mật của nhà Vua liên tiếp yêu cầu xử tử Charles Brandon. Sau đó, dưới sự tác động của Hồng y Wolsey, cũng như tình cảm đặc biệt mà nhà vua có với em gái và Brandon, cuối cùng cả hai chỉ bị phạt một mức tiền khổng lồ là £24,000, với mỗi năm là £1000, ngoài ra thì số tiền cầu hôn, trang sức, quà cưới mà Vua Lousi XII dùng để cưới Mary (tương đương £200,000) cũng phải trả lại cho nhà vua. Ngày 13 tháng 5 năm ấy, cả hai chính thức làm lễ cưới tại Cung điện Greenwich với sự có mặt của nhà vua. Đến năm 1528, Charles Brandon phải xin bảo lãnh Tông sắc từ Giáo hoàng Clement VII để hợp pháp hóa hôn nhân của họ.
Mary là vợ thứ 3 của Brandon, bản thân ông đã có 2 người con gái, Anne và Mary, với người vợ thứ 2 là Anne Browne, người đã qua đời vào năm 1511 trước cả khi Mary được cưới sang Pháp. Mary đã rất hòa thuận với 2 cô con gái này của chồng, cả hai được chăm sóc và lớn lên cùng với các con của Mary. Và cho dù đã cưới Công tước xứ Suffolk, Mary được triều đình Anh gọi là ["The French Queen"] và chưa bao giờ được gọi là ["Duchess of Suffolk"] mãi đến khi qua đời. Sau khi kết hôn, Mary đều thường ở Dinh thự Westhorpe của gia đình chồng tại Suffolk. Vào những năm 1520, Mary cùng anh trai Henry VIII tiếp tục căng thẳng khi bà phản đối anh trai mình ly hôn với Catalina xứ Aragón, một người mà Mary đã thân và quen biết hơn chục năm trời. Đây bên cạnh tình cảm riêng với Catherine, thì có lẽ cũng là vì Mary rất không thích Anne Boleyn, người từng đi theo mình qua Pháp để cưới vị Vua Pháp đang hấp hối.
Năm 1533, ngày 25 tháng 6, Mary qua đời ở tuổi 37 tại Dinh thự Westhorpe, được cho là di chứng để lại của bệnh sweating sickness diễn ra vào năm 1528, đây cũng là căn bệnh đã cướp đi sinh mạng của anh trai cả của bà, Arthur, Thân vương xứ Wales. Nguyên nhân của căn bệnh đã cướp đi mạng sống của bà, được suy đoán từ viêm phổi, bệnh lao, viêm ruột thừa hay thậm chí là ung thư. Là con gái của Tiền vương, em gái Đương kim Quốc vương cùng Thái hậu nước Pháp, tang lễ của Mary có rất nhiều nghi thức quan trọng để biểu thị địa vị của bà, và được làm lễ siêu hồn trọng thể tại Tu viện Westminster. Xác của bà được tạm an ở Dinh thự Westhorpe trong 3 tuần.

## Cái chết

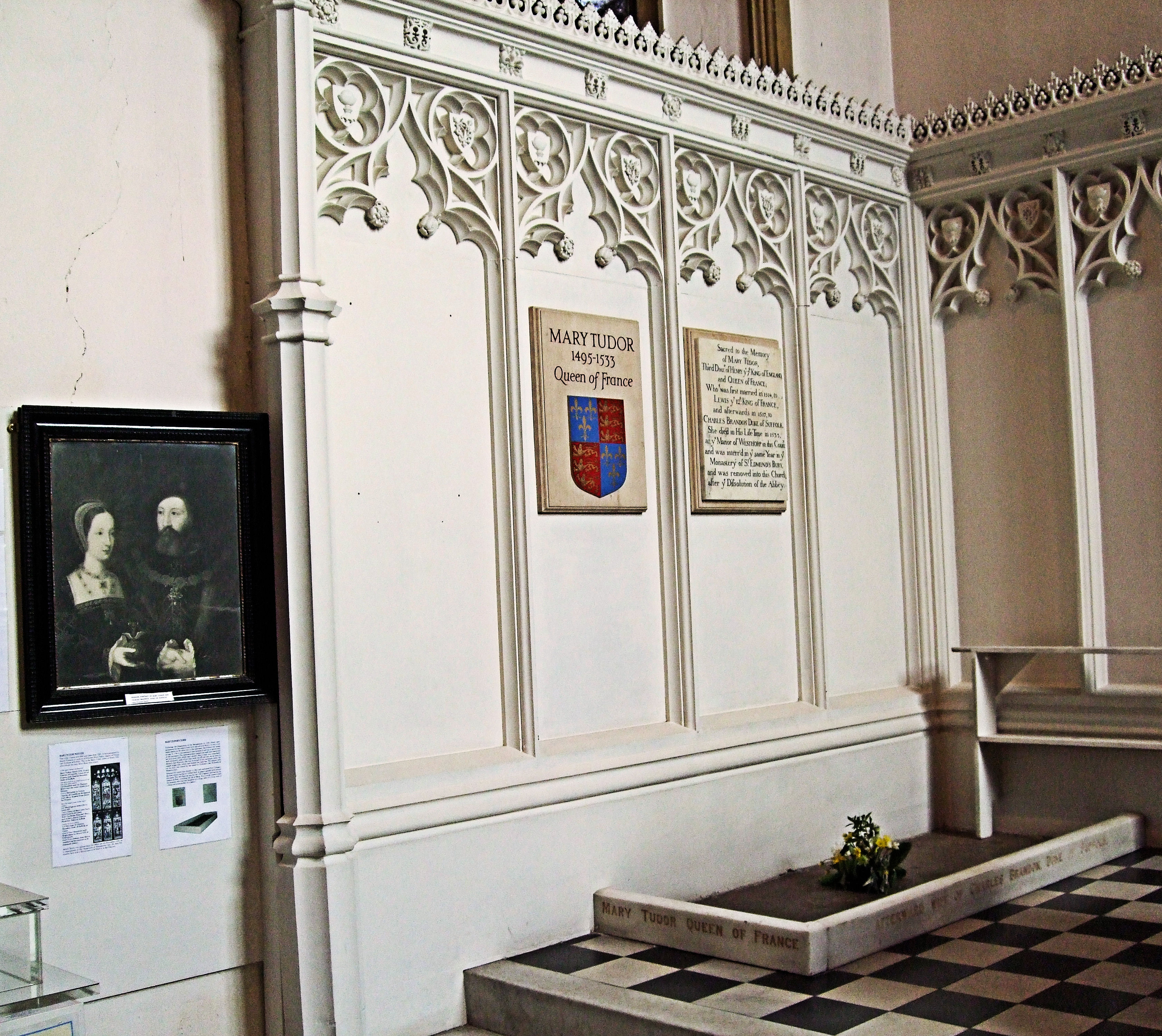
Nơi chôn cất Mary Tudor ở Nhà thờ thánh Mary, Bury St. Edmunds

Mary mắc nhiều bệnh, phải điều trị suốt đời. Bà qua đời ở tuổi 37 tại Westhorpe Hall, Suffolk, vào ngày 25 tháng 6 năm 1533, chưa bao giờ hồi phục hoàn toàn sau lần mắc bệnh đổ mồ hôi vào năm 1528. Nguyên nhân cái chết được suy đoán là do đau thắt ngực, bệnh lao, viêm ruột thừa, hoặc ung thư.
Với tư cách là một công chúa Anh, con gái của một vị vua, em gái của vị vua hiện tại, và Vương thái hậu của Pháp, đám tang và lễ cầu siêu của Mary Tudor được tiến hành với nhiều nghi lễ gia truyền. Một lễ cầu hồn được tổ chức tại Tu viện Westminster. Thi thể của bà đã được ướp và giữ trong trạng thái nằm tại Westhorpe Hall trong ba tuần.

### Tang lễ
Vào ngày 20 tháng 7 năm 1533, một phái đoàn từ Pháp đã tham gia cùng phái đoàn Anh để làm lễ tang xa hoa. Con gái bà, Frances là người đưa tang chính, cùng với chồng và các anh chị em của bà. Theo truyền thống, cả chồng và anh trai của Mary, nhà vua đều không tham dự.
Đoàn rước tang lễ bao gồm 100 người cầm đuốc, các giáo sĩ vác thánh giá, sáu con ngựa kéo xe tang, các giới quý tộc khác và 100 phu nhân của công tước. Lễ cầu siêu và lễ chôn cất tại Tu viện Bury St. Edmunds diễn ra vào ngày hôm sau. Tại đám tang, hai con gái riêng của bà, Anne và Mary, đã đứng phía đầu quan tài ngay trước khi quan tài được hạ xuống hầm mộ của Tu viện, trước sự thương tiếc của những người anh em cùng cha khác mẹ của họ.

### Hài cốt
Năm năm sau, khi tu viện giải thể, thi thể của Mary được chuyển đến Nhà thờ thánh Mary, Bury St. Edmunds gần đó. Năm 1784, hài cốt của bà được khai quật, quan tài của bà được mở ra và những lọn tóc của bag đã được lấy bởi Horace Walpole, Dorothy Bentinck, Nữ công tước xứ Portland và một số người khác.

## Hậu duệ
| Tên                                        | Chân dung | Ngày sinh và ngày mất                                      | Ghi chú |
| ------------------------------------------ | --------- | ---------------------------------------------------------- | --- |
| Henry Brandon                              |           | 11 tháng 3 năm 1516 - ? tháng ? năm 1522 (khoảng 12 tuổi)  | Chết yểu. |
| Frances Brandon, Nữ Công tước xứ Suffolk   |           | 16 tháng 7 năm 1517 - 20 tháng 11 năm 1559 (42 tuổi)       | Thừa kế tước hiệu [Công tước xứ Suffolk] từ cha mình, sau khi nhà Brandon hết nam duệ. - Lần đầu kết hôn, với Henry Grey, Công tước xứ Suffolk thứ nhất. Sinh ra Jane Grey, Katherine Grey và Mary Grey. - Tái hôn, với Adrian Stokes. Sinh ra Elizabeth Stokes. |
| Eleanor Brandon, Bà Bá tước xứ Cumberland  |           | ? tháng ? năm 1519 - 27 tháng 9 năm 1547 (27 hoặc 28 tuổi) | Kết hôn với Henry Clifford, Bá tước xứ Cumberland thứ 2. Sinh ra Margaret Clifford, Bà bá tước xứ Derby, Henry Clifford và Charles Clifford. |
| Henry Brandon, Bá tước xứ Lincoln thứ nhất |           | ? tháng ? năm 1523 - 1 tháng 3 năm 1534 (10 hoặc 11 tuổi)  | Chết trẻ. Không hậu duệ. Trước khi Vua Edward được sinh ra, theo thứ tự thừa kế có được từ mẹ mình, Henry có khả năng kế vị ngai vàng nước Anh. |

## Tổ tiên
| \| \| \| \| \| \| \| \| \| \| \| \| \| \| \| \| \| \| \| \| 16. Maredudd ap Tudur \| \| \| \| \| \| \| \| \| \| \| \| \| \| \| \| \| \| \| \| \| \| \| \| \| \| \| \| \| \| \| \| \| \| \| \| \| \| \| \| \| \| \| \| \| \| \| \| \| \| \| \| \| \| 8. Owen Tudor \| \| \| \| \| \| \| \| \| \| \| \| \| \| \| \| \| \| \| \| \| \| \| \| \| \| \| \| \| \| \| \| \| \| \| \| \| \| \| \| \| \| \| \| \| \| \| \| \| \| \| \| \| \| 17. Margaret ferch Dafydd \| \| \| \| \| \| \| \| \| \| \| \| \| \| \| \| \| \| \| \| \| \| \| \| \| \| \| \| \| \| \| \| \| \| \| \| \| \| \| \| \| \| \| \| \| \| \| \| \| \| \| \| \| \| 4. Edmund Tudor, Bá tước xứ Richmond thứ nhất \| \| \| \| \| \| \| \| \| \| \| \| \| \| \| \| \| \| \| \| \| \| \| \| \| \| \| \| \| \| \| \| \| \| \| \| \| \| \| \| \| \| \| \| \| \| \| \| \| \| \| \| \| \| 18. Charles VI của Pháp \| \| \| \| \| \| \| \| \| \| \| \| \| \| \| \| \| \| \| \| \| \| \| \| \| \| \| \| \| \| \| \| \| \| \| \| \| \| \| \| \| \| \| \| \| \| \| \| \| \| \| \| \| \| 9. Catherine của Pháp \| \| \| \| \| \| \| \| \| \| \| \| \| \| \| \| \| \| \| \| \| \| \| \| \| \| \| \| \| \| \| \| \| \| \| \| \| \| \| \| \| \| \| \| \| \| \| \| \| \| \| \| \| \| 19. Isabeau xứ Bavaria \| \| \| \| \| \| \| \| \| \| \| \| \| \| \| \| \| \| \| \| \| \| \| \| \| \| \| \| \| \| \| \| \| \| \| \| \| \| \| \| \| \| \| \| \| \| \| \| \| \| \| \| \| \| 2. Henry VII của Anh \| \| \| \| \| \| \| \| \| \| \| \| \| \| \| \| \| \| \| \| \| \| \| \| \| \| \| \| \| \| \| \| \| \| \| \| \| \| \| \| \| \| \| \| \| \| \| \| \| \| \| \| \| \| 20. John Beaufort, Bá tước xứ Somerset thứ nhất \| \| \| \| \| \| \| \| \| \| \| \| \| \| \| \| \| \| \| \| \| \| \| \| \| \| \| \| \| \| \| \| \| \| \| \| \| \| \| \| \| \| \| \| \| \| \| \| \| \| \| \| \| \| 10. John Beaufort, Công tước Somerset thứ nhất \| \| \| \| \| \| \| \| \| \| \| \| \| \| \| \| \| \| \| \| \| \| \| \| \| \| \| \| \| \| \| \| \| \| \| \| \| \| \| \| \| \| \| \| \| \| \| \| \| \| \| \| \| \| 21. Margaret Holland \| \| \| \| \| \| \| \| \| \| \| \| \| \| \| \| \| \| \| \| \| \| \| \| \| \| \| \| \| \| \| \| \| \| \| \| \| \| \| \| \| \| \| \| \| \| \| \| \| \| \| \| \| \| 5. Margaret Beaufort \| \| \| \| \| \| \| \| \| \| \| \| \| \| \| \| \| \| \| \| \| \| \| \| \| \| \| \| \| \| \| \| \| \| \| \| \| \| \| \| \| \| \| \| \| \| \| \| \| \| \| \| \| \| 22. John Beauchamp xứ Bletso \| \| \| \| \| \| \| \| \| \| \| \| \| \| \| \| \| \| \| \| \| \| \| \| \| \| \| \| \| \| \| \| \| \| \| \| \| \| \| \| \| \| \| \| \| \| \| \| \| \| \| \| \| \| 11. Margaret Beauchamp xứ Bletso \| \| \| \| \| \| \| \| \| \| \| \| \| \| \| \| \| \| \| \| \| \| \| \| \| \| \| \| \| \| \| \| \| \| \| \| \| \| \| \| \| \| \| \| \| \| \| \| \| \| \| \| \| \| 23. Edith Stourton \| \| \| \| \| \| \| \| \| \| \| \| \| \| \| \| \| \| \| \| \| \| \| \| \| \| \| \| \| \| \| \| \| \| \| \| \| \| \| \| \| \| \| \| \| \| \| \| \| \| \| \| \| \| 1. Mary của Anh \| \| \| \| \| \| \| \| \| \| \| \| \| \| \| \| \| \| \| \| \| \| \| \| \| \| \| \| \| \| \| \| \| \| \| \| \| \| \| \| \| \| \| \| \| \| \| \| \| \| \| \| \| \| 24. Richard, Bá tước xứ Cambridge \| \| \| \| \| \| \| \| \| \| \| \| \| \| \| \| \| \| \| \| \| \| \| \| \| \| \| \| \| \| \| \| \| \| \| \| \| \| \| \| \| \| \| \| \| \| \| \| \| \| \| \| \| \| 12. Richard của Plantagenet, Công tước thứ 3 xứ York \| \| \| \| \| \| \| \| \| \| \| \| \| \| \| \| \| \| \| \| \| \| \| \| \| \| \| \| \| \| \| \| \| \| \| \| \| \| \| \| \| \| \| \| \| \| \| \| \| \| \| \| \| \| 25. Anne de Mortimer \| \| \| \| \| \| \| \| \| \| \| \| \| \| \| \| \| \| \| \| \| \| \| \| \| \| \| \| \| \| \| \| \| \| \| \| \| \| \| \| \| \| \| \| \| \| \| \| \| \| \| \| \| \| 6. Edward IV của Anh \| \| \| \| \| \| \| \| \| \| \| \| \| \| \| \| \| \| \| \| \| \| \| \| \| \| \| \| \| \| \| \| \| \| \| \| \| \| \| \| \| \| \| \| \| \| \| \| \| \| \| \| \| \| 26. Ralph Neville, Bá tước xứ Westmorland thứ nhất \| \| \| \| \| \| \| \| \| \| \| \| \| \| \| \| \| \| \| \| \| \| \| \| \| \| \| \| \| \| \| \| \| \| \| \| \| \| \| \| \| \| \| \| \| \| \| \| \| \| \| \| \| \| 13. Cecily Neville \| \| \| \| \| \| \| \| \| \| \| \| \| \| \| \| \| \| \| \| \| \| \| \| \| \| \| \| \| \| \| \| \| \| \| \| \| \| \| \| \| \| \| \| \| \| \| \| \| \| \| \| \| \| 27. Joan Beaufort, Bà Bá tước xứ Westmorland \| \| \| \| \| \| \| \| \| \| \| \| \| \| \| \| \| \| \| \| \| \| \| \| \| \| \| \| \| \| \| \| \| \| \| \| \| \| \| \| \| \| \| \| \| \| \| \| \| \| \| \| \| \| 3. Elizabeth xứ York \| \| \| \| \| \| \| \| \| \| \| \| \| \| \| \| \| \| \| \| \| \| \| \| \| \| \| \| \| \| \| \| \| \| \| \| \| \| \| \| \| \| \| \| \| \| \| \| \| \| \| \| \| \| 28. Richard Wydeville \| \| \| \| \| \| \| \| \| \| \| \| \| \| \| \| \| \| \| \| \| \| \| \| \| \| \| \| \| \| \| \| \| \| \| \| \| \| \| \| \| \| \| \| \| \| \| \| \| \| \| \| \| \| 14. Richard Woodville, Bá tước Rivers thứ nhất \| \| \| \| \| \| \| \| \| \| \| \| \| \| \| \| \| \| \| \| \| \| \| \| \| \| \| \| \| \| \| \| \| \| \| \| \| \| \| \| \| \| \| \| \| \| \| \| \| \| \| \| \| \| 29. Joan Bittelsgate \| \| \| \| \| \| \| \| \| \| \| \| \| \| \| \| \| \| \| \| \| \| \| \| \| \| \| \| \| \| \| \| \| \| \| \| \| \| \| \| \| \| \| \| \| \| \| \| \| \| \| \| \| \| 7. Elizabeth Woodville \| \| \| \| \| \| \| \| \| \| \| \| \| \| \| \| \| \| \| \| \| \| \| \| \| \| \| \| \| \| \| \| \| \| \| \| \| \| \| \| \| \| \| \| \| \| \| \| \| \| \| \| \| \| 30. Peter I, Bá tước xứ Saint-Pol \| \| \| \| \| \| \| \| \| \| \| \| \| \| \| \| \| \| \| \| \| \| \| \| \| \| \| \| \| \| \| \| \| \| \| \| \| \| \| \| \| \| \| \| \| \| \| \| \| \| \| \| \| \| 15. Jacquetta xứ Luxembourg \| \| \| \| \| \| \| \| \| \| \| \| \| \| \| \| \| \| \| \| \| \| \| \| \| \| \| \| \| \| \| \| \| \| \| \| \| \| \| \| \| \| \| \| \| \| \| \| \| \| \| \| \| \| 31. Margaret xứ Baux \| \| \| \| \| \| \| \| \| \| \| \| \| \| \| \| \| \| \| \| \| \| \| \| \| \| \| \| \| \| \| \| \| \| \| \| \| \| \| \| \| \| \| \| \| \| \| \| \| \| \| \| |                                                      |  |  |  |  |  |  |  |  |  |  |  |  |  |  |  |
| |                                                      |  |  |  |  |  |  |  |  |  |  |  |  |  |  |  |
| | 16. Maredudd ap Tudur                                |  |  |  |  |  |  |  |  |  |  |  |  |  |  |  |
| |                                                      |  |  |  |  |  |  |  |  |  |  |  |  |  |  |  |
| |                                                      |  |  |  |  |  |  |  |  |  |  |  |  |  |  |  |
| | 8. Owen Tudor                                        |  |  |  |  |  |  |  |  |  |  |  |  |  |  |  |
| |                                                      |  |  |  |  |  |  |  |  |  |  |  |  |  |  |  |
| |                                                      |  |  |  |  |  |  |  |  |  |  |  |  |  |  |  |
| | 17. Margaret ferch Dafydd                            |  |  |  |  |  |  |  |  |  |  |  |  |  |  |  |
| |                                                      |  |  |  |  |  |  |  |  |  |  |  |  |  |  |  |
| |                                                      |  |  |  |  |  |  |  |  |  |  |  |  |  |  |  |
| | 4. Edmund Tudor, Bá tước xứ Richmond thứ nhất        |  |  |  |  |  |  |  |  |  |  |  |  |  |  |  |
| |                                                      |  |  |  |  |  |  |  |  |  |  |  |  |  |  |  |
| |                                                      |  |  |  |  |  |  |  |  |  |  |  |  |  |  |  |
| | 18. Charles VI của Pháp                              |  |  |  |  |  |  |  |  |  |  |  |  |  |  |  |
| |                                                      |  |  |  |  |  |  |  |  |  |  |  |  |  |  |  |
| |                                                      |  |  |  |  |  |  |  |  |  |  |  |  |  |  |  |
| | 9. Catherine của Pháp                                |  |  |  |  |  |  |  |  |  |  |  |  |  |  |  |
| |                                                      |  |  |  |  |  |  |  |  |  |  |  |  |  |  |  |
| |                                                      |  |  |  |  |  |  |  |  |  |  |  |  |  |  |  |
| | 19. Isabeau xứ Bavaria                               |  |  |  |  |  |  |  |  |  |  |  |  |  |  |  |
| |                                                      |  |  |  |  |  |  |  |  |  |  |  |  |  |  |  |
| |                                                      |  |  |  |  |  |  |  |  |  |  |  |  |  |  |  |
| | 2. Henry VII của Anh                                 |  |  |  |  |  |  |  |  |  |  |  |  |  |  |  |
| |                                                      |  |  |  |  |  |  |  |  |  |  |  |  |  |  |  |
| |                                                      |  |  |  |  |  |  |  |  |  |  |  |  |  |  |  |
| | 20. John Beaufort, Bá tước xứ Somerset thứ nhất      |  |  |  |  |  |  |  |  |  |  |  |  |  |  |  |
| |                                                      |  |  |  |  |  |  |  |  |  |  |  |  |  |  |  |
| |                                                      |  |  |  |  |  |  |  |  |  |  |  |  |  |  |  |
| | 10. John Beaufort, Công tước Somerset thứ nhất       |  |  |  |  |  |  |  |  |  |  |  |  |  |  |  |
| |                                                      |  |  |  |  |  |  |  |  |  |  |  |  |  |  |  |
| |                                                      |  |  |  |  |  |  |  |  |  |  |  |  |  |  |  |
| | 21. Margaret Holland                                 |  |  |  |  |  |  |  |  |  |  |  |  |  |  |  |
| |                                                      |  |  |  |  |  |  |  |  |  |  |  |  |  |  |  |
| |                                                      |  |  |  |  |  |  |  |  |  |  |  |  |  |  |  |
| | 5. Margaret Beaufort                                 |  |  |  |  |  |  |  |  |  |  |  |  |  |  |  |
| |                                                      |  |  |  |  |  |  |  |  |  |  |  |  |  |  |  |
| |                                                      |  |  |  |  |  |  |  |  |  |  |  |  |  |  |  |
| | 22. John Beauchamp xứ Bletso                         |  |  |  |  |  |  |  |  |  |  |  |  |  |  |  |
| |                                                      |  |  |  |  |  |  |  |  |  |  |  |  |  |  |  |
| |                                                      |  |  |  |  |  |  |  |  |  |  |  |  |  |  |  |
| | 11. Margaret Beauchamp xứ Bletso                     |  |  |  |  |  |  |  |  |  |  |  |  |  |  |  |
| |                                                      |  |  |  |  |  |  |  |  |  |  |  |  |  |  |  |
| |                                                      |  |  |  |  |  |  |  |  |  |  |  |  |  |  |  |
| | 23. Edith Stourton                                   |  |  |  |  |  |  |  |  |  |  |  |  |  |  |  |
| |                                                      |  |  |  |  |  |  |  |  |  |  |  |  |  |  |  |
| |                                                      |  |  |  |  |  |  |  |  |  |  |  |  |  |  |  |
| | 1. Mary của Anh                                      |  |  |  |  |  |  |  |  |  |  |  |  |  |  |  |
| |                                                      |  |  |  |  |  |  |  |  |  |  |  |  |  |  |  |
| |                                                      |  |  |  |  |  |  |  |  |  |  |  |  |  |  |  |
| | 24. Richard, Bá tước xứ Cambridge                    |  |  |  |  |  |  |  |  |  |  |  |  |  |  |  |
| |                                                      |  |  |  |  |  |  |  |  |  |  |  |  |  |  |  |
| |                                                      |  |  |  |  |  |  |  |  |  |  |  |  |  |  |  |
| | 12. Richard của Plantagenet, Công tước thứ 3 xứ York |  |  |  |  |  |  |  |  |  |  |  |  |  |  |  |
| |                                                      |  |  |  |  |  |  |  |  |  |  |  |  |  |  |  |
| |                                                      |  |  |  |  |  |  |  |  |  |  |  |  |  |  |  |
| | 25. Anne de Mortimer                                 |  |  |  |  |  |  |  |  |  |  |  |  |  |  |  |
| |                                                      |  |  |  |  |  |  |  |  |  |  |  |  |  |  |  |
| |                                                      |  |  |  |  |  |  |  |  |  |  |  |  |  |  |  |
| | 6. Edward IV của Anh                                 |  |  |  |  |  |  |  |  |  |  |  |  |  |  |  |
| |                                                      |  |  |  |  |  |  |  |  |  |  |  |  |  |  |  |
| |                                                      |  |  |  |  |  |  |  |  |  |  |  |  |  |  |  |
| | 26. Ralph Neville, Bá tước xứ Westmorland thứ nhất   |  |  |  |  |  |  |  |  |  |  |  |  |  |  |  |
| |                                                      |  |  |  |  |  |  |  |  |  |  |  |  |  |  |  |
| |                                                      |  |  |  |  |  |  |  |  |  |  |  |  |  |  |  |
| | 13. Cecily Neville                                   |  |  |  |  |  |  |  |  |  |  |  |  |  |  |  |
| |                                                      |  |  |  |  |  |  |  |  |  |  |  |  |  |  |  |
| |                                                      |  |  |  |  |  |  |  |  |  |  |  |  |  |  |  |
| | 27. Joan Beaufort, Bà Bá tước xứ Westmorland         |  |  |  |  |  |  |  |  |  |  |  |  |  |  |  |
| |                                                      |  |  |  |  |  |  |  |  |  |  |  |  |  |  |  |
| |                                                      |  |  |  |  |  |  |  |  |  |  |  |  |  |  |  |
| | 3. Elizabeth xứ York                                 |  |  |  |  |  |  |  |  |  |  |  |  |  |  |  |
| |                                                      |  |  |  |  |  |  |  |  |  |  |  |  |  |  |  |
| |                                                      |  |  |  |  |  |  |  |  |  |  |  |  |  |  |  |
| | 28. Richard Wydeville                                |  |  |  |  |  |  |  |  |  |  |  |  |  |  |  |
| |                                                      |  |  |  |  |  |  |  |  |  |  |  |  |  |  |  |
| |                                                      |  |  |  |  |  |  |  |  |  |  |  |  |  |  |  |
| | 14. Richard Woodville, Bá tước Rivers thứ nhất       |  |  |  |  |  |  |  |  |  |  |  |  |  |  |  |
| |                                                      |  |  |  |  |  |  |  |  |  |  |  |  |  |  |  |
| |                                                      |  |  |  |  |  |  |  |  |  |  |  |  |  |  |  |
| | 29. Joan Bittelsgate                                 |  |  |  |  |  |  |  |  |  |  |  |  |  |  |  |
| |                                                      |  |  |  |  |  |  |  |  |  |  |  |  |  |  |  |
| |                                                      |  |  |  |  |  |  |  |  |  |  |  |  |  |  |  |
| | 7. Elizabeth Woodville                               |  |  |  |  |  |  |  |  |  |  |  |  |  |  |  |
| |                                                      |  |  |  |  |  |  |  |  |  |  |  |  |  |  |  |
| |                                                      |  |  |  |  |  |  |  |  |  |  |  |  |  |  |  |
| | 30. Peter I, Bá tước xứ Saint-Pol                    |  |  |  |  |  |  |  |  |  |  |  |  |  |  |  |
| |                                                      |  |  |  |  |  |  |  |  |  |  |  |  |  |  |  |
| |                                                      |  |  |  |  |  |  |  |  |  |  |  |  |  |  |  |
| | 15. Jacquetta xứ Luxembourg                          |  |  |  |  |  |  |  |  |  |  |  |  |  |  |  |
| |                                                      |  |  |  |  |  |  |  |  |  |  |  |  |  |  |  |
| |                                                      |  |  |  |  |  |  |  |  |  |  |  |  |  |  |  |
| | 31. Margaret xứ Baux                                 |  |  |  |  |  |  |  |  |  |  |  |  |  |  |  |
| |                                                      |  |  |  |  |  |  |  |  |  |  |  |  |  |  |  |
| |                                                      |  |  |  |  |  |  |  |  |  |  |  |  |  |  |  |

## Trích dẫn
- Goff, Cecilie (1930). A Woman of the Tudor Age. London: John Murray.
- Plowden, Alison (1986). Lady Jane Grey and the House of Suffolk. Franklin Watts. ISBN 0-531-15000-3.
- Perry, Maria (2000). The Sisters of Henry VIII: The Tumultuous Lives of Margaret of Scotland and Mary of France. Da Capo Press. ISBN 0-306-80989-3.
- Richardson, W.C. (1970). Mary Tudor: The White Queen. Peter Owen Publishers. ISBN 0-7206-5206-5.
- Weir, Alison (2002). Henry VIII: King and Court. Pimlico. ISBN 0-7126-6451-3.
- Calendar of State Papers, Venice.
- Letters and Papers, Foreign and Domestic, Henry VIII, Volume 1, 1509 - 1514
- Letters and Papers, Foreign and Domestic, Henry VIII, Volume 2, 1515 - 1518
- Brown, Mary Croom. Mary Tudor: queen of France (1911) online
- Chapman, Hester W. (1969), The Thistle and the Rose: The Sisters of Henry VIII, New York: Coward, McGann & Geoghegan, LCC 79-159754.